# Dennis Van Zant
Dennis Van Zant (1º giugno 1952) è un ex cestista statunitense, professionista nella ABA e nei Paesi Bassi.

## Carriera
È stato selezionato dai Los Angeles Lakers al settimo giro del Draft NBA 1974 (120ª scelta assoluta).